# Austin Westminster
Austin Westminster är en personbil, tillverkad av den brittiska biltillverkaren Austin i två generationer mellan 1954 och 1968.

## Austin A90 Westminster (1954-56)
Austin Westminster presenterades i oktober 1954 som ersättare till Austin A70. Bilen hade en ny sexcylindrig motor och självbärande kaross, där dörrarna delades med den mindre systervagnen Austin Cambridge. Trots likheten mellan karosserna var det få övriga delar som delades mellan Cambridge- och Westminster-serierna.
Från början av 1956 erbjöds överväxel som extrautrustning.
Tillverkningen uppgick till 25 532 exemplar.

## Austin A95 Westminster (1956-59)
Hösten 1956 ersattes A90-modellen av A95 Westminster. Främsta skillnaden var en längre hjulbas, ett nytt, längre bakparti för större bagageutrymme och en större bakruta. Dessutom infördes en starkare motor, ändrad kromutsmyckning och automatlåda tillkom som tillbehör. 
A95:an erbjöds även i kombi-versionen Countryman.
Tillverkningen uppgick till 28 065 exemplar.

## Austin A105 (1956-59)
I maj 1956 tillkom A105 med en starkare tvåförgasarmotor och överväxel som standard. Namnet Westminster förekom aldrig på den här modellen. 
Hösten 1956 uppgraderades modellen på samma sätt som A95:an, dock utan kombi-version.
Från 1958 erbjöds den lyxiga A105 Vanden Plas. Bilen hade betydligt mer påkostad inredning, med träpaneler, läderklädsel och tjocka mattor på golvet.
Tillverkningen uppgick till 6 770 exemplar, varav 500 Vanden Plas.

## Austin A99/A110 Westminster (1959-68)
- Se under huvudartikeln: BMC ADO10.

## Motor
Westminster-serien var först med att använda BMC:s C-motor, som hade tagits fram av Morris för att ersätta den äldre Wolseley-sexan med överliggande kamaxel.
| Modell | Motor              | Cylindervolym | Effekt | Bränslesystem    |
| ------ | ------------------ | ------------- | ------ | ---------------- |
| A90    | 6-cyl radmotor ohv | 2639 cm³      | 85 hk  | Enkel förgasare  |
| A95    | 6-cyl radmotor ohv | 2639 cm³      | 92 hk  | Enkel förgasare  |
| A105   | 6-cyl radmotor ohv | 2639 cm³      | 102 hk | Dubbla förgasare |